# ナガエコミカンソウ
ナガエコミカンソウ（長柄小蜜柑草、学名 : Phyllanthus tenellus）はコミカンソウ科※の小低木または草本（※＝従来の分類ではトウダイグサ科コミカンソウ亜科とされた）。別名ブラジルコミカンソウともいうが、元来はマスカリン諸島（インド洋）の原産とされ、南アメリカ・台湾などの熱帯・亜熱帯を中心に帰化している。
日本在来のコミカンソウに似ているが、全体に大型で、特に花が数mmの長い柄の先につく点で容易に区別できる。高さは50cmから1mほどで、直立茎からまばらに横に枝を出す。葉は長さ1cmほどの尖った広卵形で互生し、ごく短い柄があり線形の托葉がある。葉は枝に2列に並び、羽状複葉のようにも見える。葉は就眠運動するが、コミカンソウと逆に茎の下側に閉じる。雄花は葉の下に、雌花は上に出る。果実は径2mmほどの球形で淡黄色に熟す。
日本では1990年代から関東以西の都市中心部に急速に広がり、道路の植え込みなどに多い。越冬できない地域でも一年草化しているが、小低木となっている所も見られる。当初ブラジルに自生するPhyllanthus corcovadensisと同種としてブラジルコミカンソウという和名がつけられたが、マスカリン諸島原産のPhyllanthus tenellus と同種（またはその変種）であることがわかった。